# Festival Internacional de Cinema de Moscou
El Festival Internacional de Cinema de Moscou (en rus: Москoвский междунарoдный кинофестиваль, translit. Moskóvski mejdunaródni kinofestivál; abreujat com MIFF), és un festival de cinema fundat el 1935 a Moscou. Se celebra amb regularitat des de 1959. Des dels seus inicis i fins al 1995 se celebrà cada dos anys, alternant-se amb el Festival de Cinema de Karlovy Vary. A partir de 1995 el festival se celebra anualment.
El principal premi del festival és una estatueta de Sant Jordi matant el dragó. L'estàtua es basa en l'escut d'armes de Moscou, el qual representa a Sant Jordi, patró de la ciutat, matant el drac.
El director i actor rus Nikita Mikhalkov presideix el festival des de l'any 2000.
El guardó Stanislavsky, pel mèrit a la millor interpretació, ha sigut atorgat a artistes com Jack Nicholson, Jeanne Moreau, Meryl Streep, Harvey Keitel, Fanny Ardant, Daniel Olbrychski, Gérard Depardieu, Oleg Yankovsky, Isabelle Huppert, Emmanuelle Beart, Helen Mirren o Catherine Deneuve.
L'edició de 2012 va comptar amb el director brasiler Hector Babenco com a president del jurat. Altres membres que van constituir el jurat van ser cinematògrafs de diversa procedència internacional, com el director francès Jean-Marc Barr, director búlgar Javor Gardev, la productora italiana Adriana Chiesa di Palma o el rus Serguei Loban.

## Història

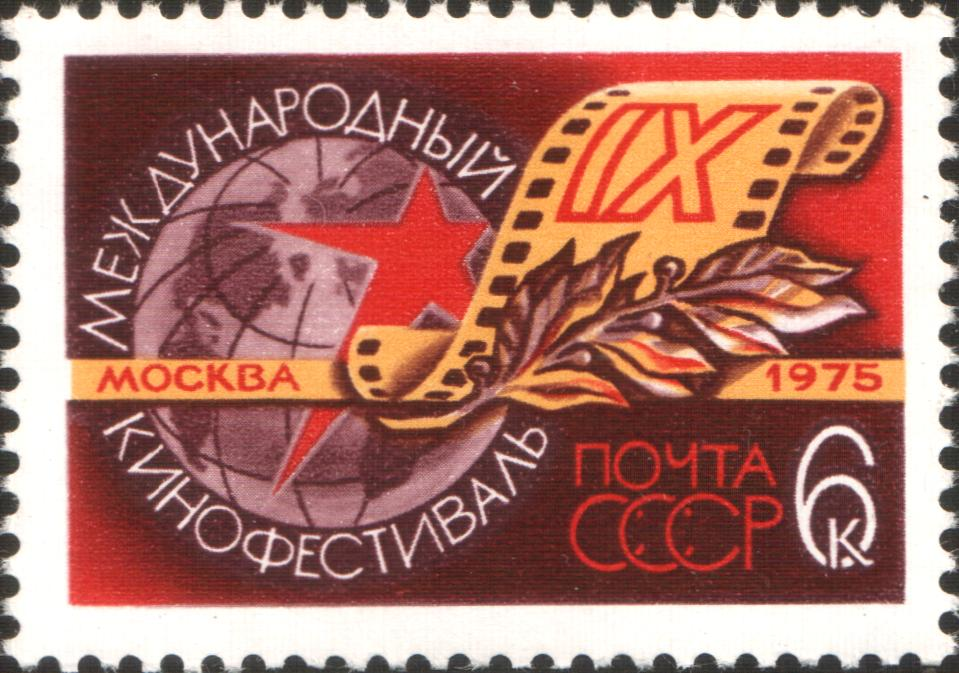
Segell rus amb el festival com a motiu

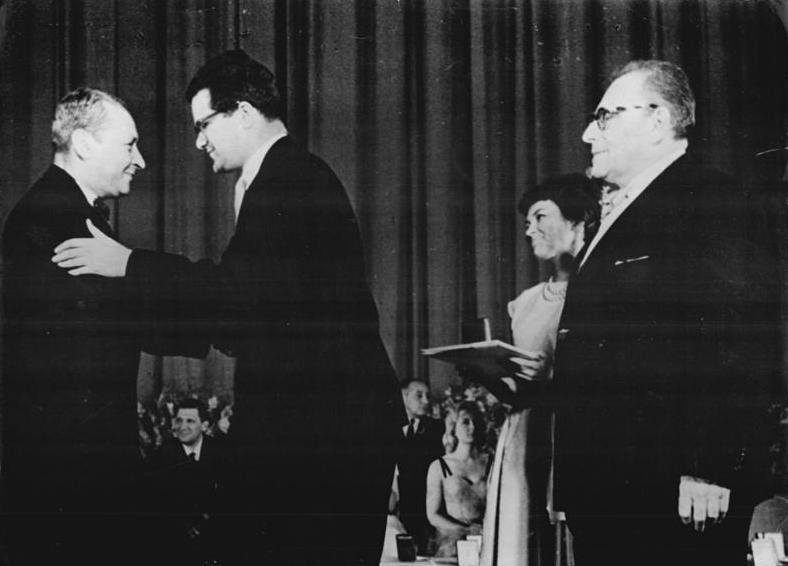
Entrega d'un premi al cinematògraf Konrad Wolf al Festival de Cinema de Moscou, 1961

El Festival Internacional de Cinema de Moscou és només tres anys més jove que el Festival de Cinema més vell del món, la Mostra de Venècia. La primera edició es va celebrar el 1935, sota la iniciativa de Josef Stalin, màxim dirigent de l'URSS des de 1924.
El primer president del jurat va ser el cinematògraf rus Sergei Eisenstein i alguns dels premis del primer festival van recaure a populars cinematògrafs com Walt Disney o René Clair.
La segona edició del festival no va tenir lloc fins 24 anys més tard, el 1959. Des d'aleshores, el certamen cinematogràfic es va celebrar cada dos anys (és a dir, tots els anys imparells). No va ser fins a l'any 1995 que el festival va esdevenir anual.
El 1989 es va entregar per primera vegada a la història del festival el premi St. Jordi d'or (a partir de 2004 denominat solament Jordi d'or). La figura de l'escut d'armes de Moscou, va esdevenir el principal premi del certamen cinematogràfic. Durant els primers anys de l'entrega del premi, la recompensa va anar a parar a països occidentals, mentre que en les edicions de 2004, 2005 i 2007 el premi va quedar a mans produccions nacionals.
Des de 1997 el festival compta amb una secció anomenada Forum, creada per promoure i donar a conèixer les obres de cinematògrafs novells.
L'organització del Festival Internacional de Cinema de Moscou va oficialment a càrrec del govern rus. Des de l'any 2000 el president del festival és el cinematògraf Nikita Mikhalkov. El festival es marca com a objectius la promoció de l'intercanvi cultural entre països i el foment de la cooperació internacional entre els professionals del sector.
La popularitat del festival s'ha anat incrementat en els darrers anys. Per exemple, l'edició de 2011, celebrada del 23 de juny al 2 de juliol, va comptar amb la visita de 60.000 espectadors. El president del jurat de 2011 va ser l'actriu amèrico-britànica Geraldine Chaplin.

## Guanyadors

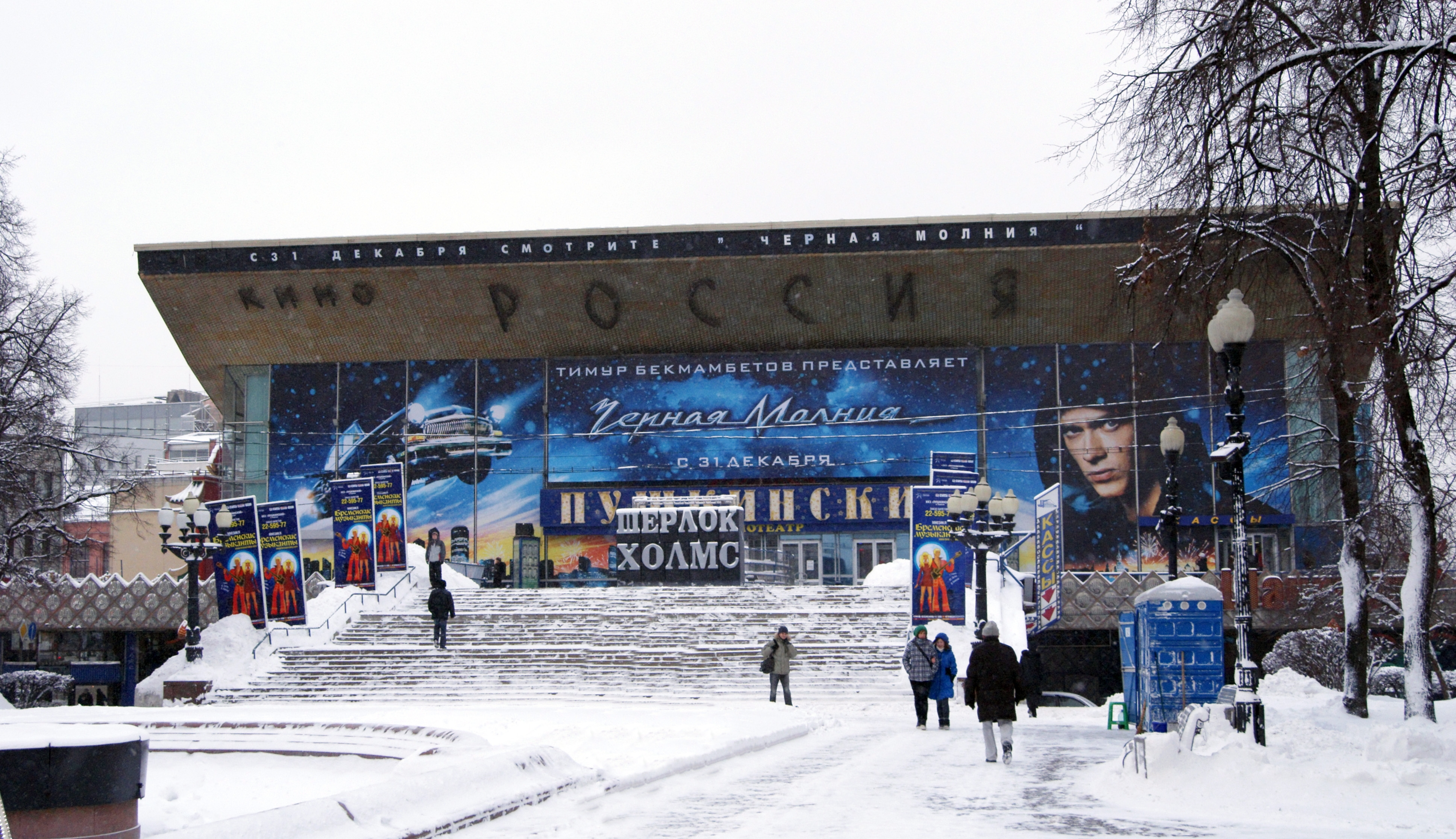
El teatre Rossia sempre ha allotjat el Festival Internacional de Cinema de Moscou.

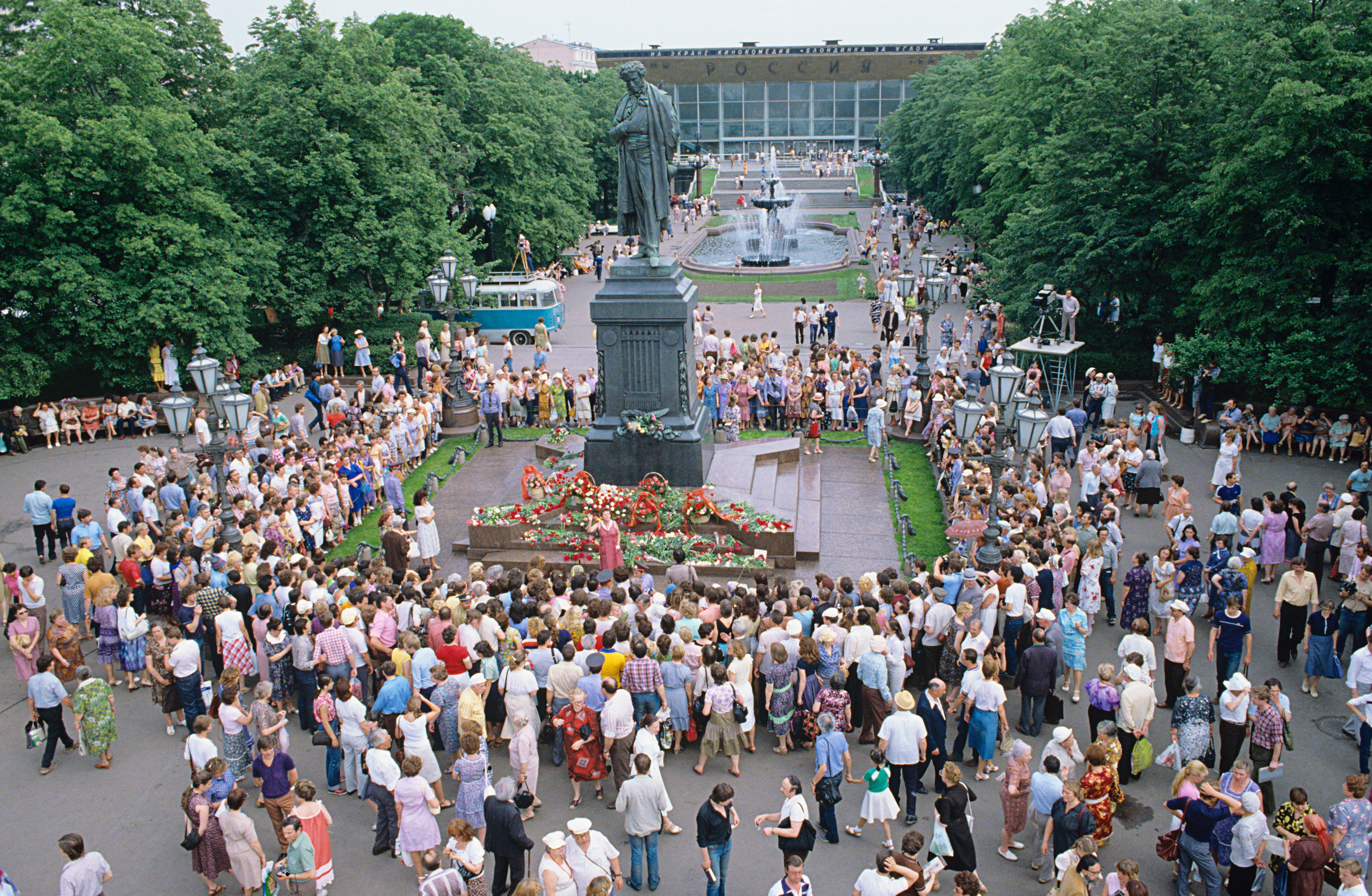
Popular monument de Pushkin amb el Cinema Rossiya al fons, Plaça Pushkinskaya,1984.

### Grand Prix(1959 - 1967)
| Any  | Pel·lícula                        | Director            | País           |
| ---- | --------------------------------- | ------------------- | -------------- |
| 1959 | Sudba Txeloveka (Судьба человека) | Serguei Bondartxuk  | Estats Units   |
| 1961 | Hadaka no shima                   | Kaneto Shindō       | Japó           |
| 1961 | Txistoe Nebo (Чистое небо)        | Grigori Txukhrai    | Unió Soviètica |
| 1963 | 8½                                | Federico Fellini    | Itàlia, França |
| 1963 | Húsz óra                          | Zoltán Fábri        | Hongria        |
| 1965 | Voina i mir (Война и мир)         | Serguei Bondartxuk  | Unió Soviètica |
| 1967 | Jurnalist (Журналист)             | Serguei Gueràssimov | Unió Soviètica |
| 1967 | Apa                               | István Szabó        | Hongria        |

### Premi d'Or (1969 - 1987)
| Any  | Pel·lícula                                                               | Director                        | País                               |
| ---- | ------------------------------------------------------------------------ | ------------------------------- | ---------------------------------- |
| 1969 | Lucía                                                                    | Humberto Solás                  | Cuba                               |
| 1969 | Serafino                                                                 | Pietro Germi                    | Itàlia, França                     |
| 1969 | Dojiviom do ponedelnika (Доживём до понедельника)                        | Stanislav Rostotski             | Unió Soviètica                     |
| 1971 | Confessione di un commissario di polizia al procuratore della repubblica | Damiano Damiani                 | Itàlia                             |
| 1971 | Hadaka no jukyusai                                                       | Kaneto Shindō                   | Japó                               |
| 1971 | Bili ptax s txornoiu osnakoiu (Білий Птах З Чорною Ознакою)              | Iuri Ilienko                    | Unió Soviètica                     |
| 1973 | Eto sladkoe slovo - svoboda! (Это сладкое слово — свобода!)              | Vitautas Žalakevičius           | Unió Soviètica                     |
| 1973 | Obich                                                                    | Ludmil Staikov                  | Bulgària                           |
| 1975 | Ziemia Obiecana                                                          | Andrzej Wajda                   | Polònia                            |
| 1975 | Dersú Uzalà                                                              | Akira Kurosawa                  | Unió Soviètica                     |
| 1975 | C'eravamo tanto amati                                                    | Ettore Scola                    | Itàlia                             |
| 1977 | Az ötödik pecsét                                                         | Zoltán Fábri                    | Hongria                            |
| 1977 | El puente                                                                | Juan Antonio Bardem             | Espanya                            |
| 1977 | Mimino (Мимино)                                                          | Georgi Danelia                  | Unió Soviètica                     |
| 1979 | Cristo si è fermato a Eboli                                              | Francesco Rosi                  | Itàlia, França                     |
| 1979 | Siete días de enero                                                      | Juan Antonio Bardem             | Espanya                            |
| 1979 | Amator                                                                   | Krzysztof Kieślowski            | Polònia                            |
| 1981 | O Homem que Virou Suco                                                   | João Batista de Andrade         | Brasil                             |
| 1981 | Cánh đồng hoang                                                          | Nguyen Hong Shen                | Vietnam                            |
| 1981 | Teheran 43                                                               | Aleksandr Alov, Vladimir Naumov | Unió Soviètica, França, Suïssa     |
| 1983 | Amok                                                                     | Souheil Ben-Barka               | Marroc, Senegal, Guinea            |
| 1983 | Alsino y el cóndor                                                       | Miguel Littín                   | Nicaragua, Cuba, Mèxic, Costa Rica |
| 1983 | Vassa (Васса)                                                            | Gleb Panfilov                   | Unió Soviètica                     |
| 1985 | Idí i smotrí (Иди и смотри)                                              | Elem Klímov                     | Unió Soviètica                     |
| 1985 | A Soldier's Story                                                        | Norman Jewison                  | Estats Units                       |
| 1985 | I kathodos ton 9                                                         | Christos Shopakhas              | Grècia                             |
| 1987 | Intervista                                                               | Federico Fellini                | Itàlia                             |

### Sant Jordi d'Or(1989 - 2003)
| Any  | Pel·lícula                                              | Director                        | País                     |
| ---- | ------------------------------------------------------- | ------------------------------- | ------------------------ |
| 1989 | Ladri di saponette                                      | Maurizio Nichetti               | Itàlia                   |
| 1991 | Pegi pjos, beguschtschi krajem morja                    | Karen Sarkisovitx Gevorkian     | Unió Soviètica, Alemanya |
| 1993 | Moi Ivan, toi Abraham                                   | Yolande Zauberman               | França, Belarús          |
| 1995 | -NO CELEBRAT-                                           | -NO CELEBRAT-                   | -NO CELEBRAT-            |
| 1997 | Marvin's Room                                           | Jerry Zaks                      | Estats Units             |
| 1999 | Ikitai                                                  | Shindō Kaneto                   | Japó                     |
| 2000 | Życie jako śmiertelna choroba przenoszona drogą płciową | Krzysztof Zanussi               | Polònia, França          |
| 2001 | The Believer                                            | Henry Bean                      | Estats Units             |
| 2002 | Resurrezione                                            | Paolo Taviani, Vittorio Taviani | Itàlia, França, Alemanya |
| 2003 | La luz prodigiosa                                       | Miguel Hermoso                  | Espanya                  |

### Sant Jordi d'Or(2004 -)
| Any  | Pel·lícula                               | Director                      | País       |
| ---- | ---------------------------------------- | ----------------------------- | ---------- |
| 2004 | Swoi                                     | Dmitri Dmitriievitx Mesxijev  | Rússia     |
| 2005 | Kosmos kak predtschuvstvije              | Alexei Jefimovitx Utsxitel    | Rússia     |
| 2006 | Om Sara                                  | Karim Othman                  | Suècia     |
| 2007 | Puteschestwije s domaschnimi schiwotnymi | Vera Storosxeva               | Rússia     |
| 2008 | Be hamin sadegi                          | Reza Mir Karimi               | Iran       |
| 2009 | Petja po doroge w zarstwije nebesnoje    | Nikolai Nikolajewitsch Dostal | Rússia     |
| 2010 | Hermano                                  | Marcel Rasquin                | Veneçuela  |
| 2011 | Las Olas                                 | Alberto Morais                | Veneçuela  |
| 2012 | Junkhearts                               | Tinge Krishnan                | Regne Unit |
| 2013 | Particle                                 | Erdem Tepegöz                 | Turquia    |
| 2014 | Watashi no Otoko                         | Kazuyoshi Kumakiri            | Japó       |
| 2015 | Karatsi                                  | Ivaylo Hristov                | Bulgària   |
| 2016 | Dokhtar                                  | Reza Mirkarimi                | Iran       |
| 2017 | Crested Ibis                             | Liang Qiao                    | Xina       |
| 2018 | The Lord Eagle                           | Eduard Novikov                | Rússia     |
| 2019 | The Secret of a Leader                   | Farkhat Sharipov              | Kazakhstan |